# Охладитель на пульсирующих трубках
Охладитель на пульсирующих трубках — тепловая машина работающая на принципе двигателя Стирлинга. По сравнению с мотором Стирлинга имеет преимущество в том, что в области холодной точки теплообмена отсутствуют движущиеся детали. За счёт этого минимальная достижимая температура не ограничивается теплом, возникающим за счёт трения скольжения и, кроме того, возможно получить очень компактные размеры охладителя. В настоящее время достигнуты температуры на 1.3 градуса выше абсолютного нуля.

## История
В 1963 году американским учёным Гиффорду и Лонгсворту удалось достичь температуры в 124 К при помощи устройства построенного по принципу, названному BPTR (англ. Basic Pulse Tube Refrigerator — обычный холодильник на пульсирующей трубке). Впоследствии другие исследовательские группы опубликовали результаты различных улучшений, позволившие увеличить кпд и достичь более низких температур. В 1984 году удалось получить температуру 60 К в устройстве типа OPTR (Orifice Pulse-Tube Refrigerator — холодильник на пульсирующей трубке с отверстием). Затем в 1990 году при использовании варианта DIPTR (Double-Inlet Pulse-Tube Refrigerator — холодильник на пульсирующей трубке с двойным впуском) была получена температура сжижения гелия (меньше 4 К). В работах 2004, 2005 годов были получены температуры 1,3 и 1,2 К.

## Принцип действия

### Мотор Стирлинга
Охладитель на пульсирующих трубках работает по принципу двигателя Стирлинга. В режиме теплового насоса рабочий газ последовательно сжимается и расширяется, что приводит к периодическому изменению его температуры. Для получения направленного теплового потока газ перекачивается в принимающий цилиндр с целью пространственного разделения областей сжатия и расширения. Кроме того газ проходит через т. н. регенератор — газопроницаемый материал с большой теплоёмкостью. Регенератор охлаждает газ в процессе сжатия и нагревается сам. В процессе расширения регенератор нагревает газ и охлаждается сам. В среднем в результате работы возникает разница температур. Если поддерживать более тёплую точку при комнатной температуре, то более холодная может использоваться для охлаждения.

### Охладитель на пульсирующих трубках
В охладителе на пульсирующих трубках избегают применения каких-либо движущихся частей. Периодическое изменение давления создаётся обычно удалённым компрессором. Газ, который входит и выходит в охладитель, после регенератора поступает в т. н. пульсирующую трубку, заменяющую собой часть двигателя Стирлинга. Из этой трубки газ либо не может уйти (BPTR), либо может уходить очень медленно (OPTR). Если рассматривать малый объём газа в середине пульсирующей трубки, то он периодически удаляется и приближается к регенератору. Т.о. пульсирующая трубка действует как цилиндр и заменяет второй движущийся поршень (либо движущийся регенератор) двигателя Стирлинга. Перенос тепла возможен только при наличии временной задержки в движении газа по отношению в давлению (или температуре). В двигателе Стирлинга такая задержка реализуется механически. В пульсирующей трубке (BPTR) задержка создаётся за счёт нагревания/охлаждения стенок трубки. В разновидности с отверстием (OPTR) гораздо большая задержка создаётся при помощи буферного объёма. Таким образом реализуется механизм Стирлинга без движущихся деталей и связанного с ними выделения тепла в процессах трения. Между регенератором и трубкой возникает место с минимальной температурой.

## Области применения
Области применения простираются от промышленности, науки, медицины до военной области: сжижение газов, охлаждение сенсоров, охлаждение сверхпроводящих магнитов. Применяются в качестве первичной ступени в многоступенчатых системах охлаждения, позволяющих достигать температур 4,3 мК при дополнительном использовании рефрижератора растворения.